# Kristus Konungens katolska församling

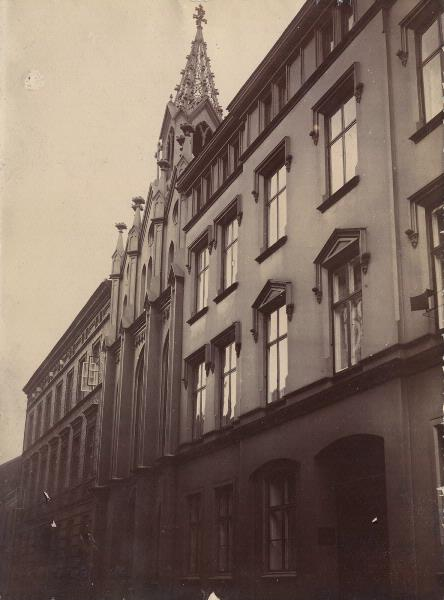
Sankt Josefs kyrka vid Spannmålsgatan 18 år 1888.

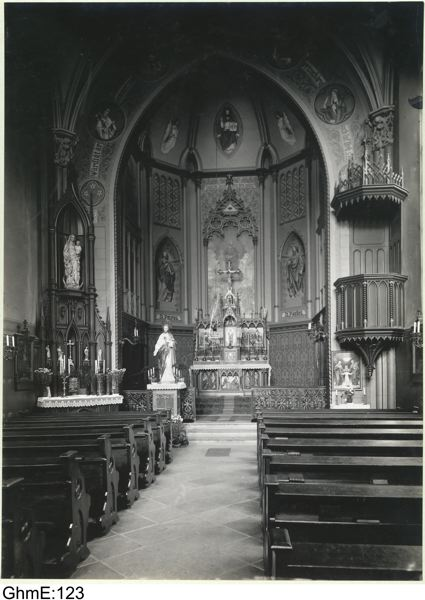
Interiör från Sankt Josefs kyrka vid Spannmålsgatan år 1901.

Kristus Konungens katolska församling är en romersk-katolsk församling i Göteborg. Den tillhör Stockholms katolska stift.
Församlingen är den äldsta av tre katolska församlingar i Göteborg, och den andra i Sverige.

## Historia
År 1861 förberedde en katolsk präst bildandet av en katolsk församling i Göteborg, vilken grundades året därefter, som den andra i landet. Vid den tiden bodde 50 katoliker i staden (tyskar, fransmän och italienare). Församlingen fick också tillstånd att införskaffa mark för uppförande av en kyrka.
År 1864 stationerades en katolsk präst stadigvarande i Göteborg och den 10–11 juni 1865 invigdes S:t Josefs kyrka vid Spannmålsgatan 18 i Östra Nordstaden.
Den 31 oktober 1937 lades grundstenen till Kristus Konungens katolska kyrka vid Heden och den 2 oktober 1938 hölls den första högmässan i den nya kyrkan. Den sista högmässan i den gamla kyrkan hölls den 25 september samma år.
Kyrkobyggnaden vid Heden är ritad av Carl Rosell och uppförd som en treskeppig basilika med ett högt klocktorn. Fasaden består av rött tegel. Stilen påminner om Olaus Petri kyrka i Helsingfors. Den byggdes tidigare under samma årtionde och dess arkitekt var Ture Ryberg.

## Kyrkoherdelängd i Kristus Konungen
- 1864-1866 Jean Claude Lichtlé
- 1866-1875 Johannes Jurzick
- 1875-1885 Albert Bitter
- 1885-1913 Julius Lohmeyer (S.J.)
- 1913-1916 Johan van Gijsel (S.C.J.)
- 1916-1926 Theodor van Heugten (S.C.J.)
- 1927-1936 Georg Kuipers (S.C.J.)
- 1937-1941 Frans Krijn
- 1941-1959 Willem Meijerink
- 1959-1961 Paul Müller
- 1961-1975 Sigfrid van Pottelsberghe de la Potterie
- 1976-1979 Frans Zielinski
- 1979 Victor Doran (C.P.), tillförordnad
- 1979 Eugene Dyer, tillförordnad
- 1980-1986 Rafael Saráchaga
- 1986-1993 John McCormack (C.P.)
- 1993-2006 Göran Degen
- 2006-2007  Lars Cavallin
- 2007-2022Tobias Unnerstål
- 2022 Johan Lindén O.P., tillförordnad
- 2022- Pär-Anders Feltenheim

## Organister
- 1871–1885 Gustaf Malmgren[3]